# IIe législature du royaume de Sardaigne

La IIe législature du royaume de Sardaigne (en italien : La II Legislatura del Regno di Sardegna) est la législature du royaume de Sardaigne qui a été ouverte le 1er février 1849 et qui s'est fermée le 30 mars 1849. 

## Gouvernements
- Gouvernement Gioberti
  - Du 16 décembre 1848 au 21 février 1849
  - Président du Conseil des ministres : Vincenzo Gioberti
- Gouvernement Chiodo
  - Du 21 février 1849 au 27 mars 1849
  - Président du Conseil des ministres : Agostino Chiodo
- Gouvernement de Launay
  - Du 27 mars 1849 au 7 mai 1849
  - Président du Conseil des ministres : Claudio Gabriele de Launay

## Président de la chambre des députés
- Lorenzo Pareto
  - Du 1er février 1849 au 30 mars 1849

## Président du sénat
- Giuseppe Manno
  - Du 13 février 1849 au 30 mars 1849